# Un nuage entre les dents
Pour plus de détails, voir Fiche technique et Distribution.
Un nuage entre les dents est un film français de Marco Pico sorti en 1974.

## Synopsis
Malisard (Philippe Noiret) est reporter au Soir de Paris, son collègue Prévot (Pierre Richard) y est photographe. Ensemble, ils sillonnent les rues de Paris à la recherche de petits événements pour la rubrique des faits divers du journal.
Malisard accompagne Prévot qui va chercher ses deux garçons à l'école. Après les avoir récupérés, ils passent sur les lieux d'un cambriolage d'une bijouterie, et perdent de vue les enfants laissés dans la rue, qu'un passant emmène chez une nounou résidant à proximité. Ne trouvant plus les enfants, les deux amis, obnubilés par les faits divers, pensent à un enlèvement et se lancent à leur recherche. Informé de cette disparition, le rédacteur en chef de leur journal (Claude Piéplu) va monter l'événement en épingle pour faire la une de son prochain tirage.

## Fiche technique
Sauf indication contraire, les informations mentionnées dans cette section peuvent être confirmées par les bases de données cinématographiques IMDb et Allociné,  présentes dans la section « Liens externes ».
- Réalisation : Marco Pico
- Scénario : Edgar De Bresson et Marco Pico
- Musique : Olivier Lartigue
  - Arrangements et direction d’orchestre : Vladimir Cosma
- Direction de la photographie : Jean-Paul Schwartz
- Montage : Anita Fernández
- Société de production : Les Productions de la Guéville
- Format : couleur - 1,66:1 - 35 mm - son mono
- Pays de production :  France
- Genre : comédie
- Durée : 94 minutes
- Date de sortie : 
  - France : mai 1974

## Distribution
Sauf indication contraire, les informations mentionnées dans cette section peuvent être confirmées par les bases de données cinématographiques IMDb et Allociné,  présentes dans la section « Liens externes ».
- Philippe Noiret : Malisard
- Pierre Richard : Prévot
- Claude Piéplu : le directeur du journal Soir de Paris
- Jacques Denis : Gilbert Jolivet
- Michel Peyrelon : Bobby Pilon
- Marc Dudicourt : Garnier
- Gabriel Jabbour : Casenave
- Pierre Olaf : Pernet
- Michel Fortin : un rédacteur
- Francis Lemaire : un rédacteur
- Roger Riffard : un rédacteur
- Jacques Rosny : un rédacteur
- Olivier Hussenot : le petit vieux
- Paul Crauchet : Chavignac
- Émilie Benoît : Mme Prévot
- Aline Bertrand : la concierge lors de l'explosion
- Juliette Brac : la femme de l'homme chauve
- Hélène Vincent : la mère de famille
- Jacques Alric : l'architecte
- Romain Bouteille : le barman
- Ahmed Hasnaoui : l'Arabe hilare
- Francis Lax : le brigadier
- Jacques Rispal : l'homme chauve
- André Thorent : le commissaire-bijouterie
- Jean Obé : le commissaire
- Marie-Pierre Casey : la boulangère
- Claude Salez : un blessé
- Sarah Sterling : l'infirmière
- Rufus : l'homme au chien (non crédité)
- Annick Berger : la femme du commissaire (non crédité)
- Salvino Di Pietra : le locataire-explosion (non crédité)
- Danièle Doyen : une rédactrice (non crédité)
- Nicole Lugosi : la girl (non crédité)
- André Nader : un blessé (non crédité)
- Jacques Ramade : l'épicier (non crédité)
- Freddy Verge : le fils de Mme Prévot (non crédité)
- Katia Verge : la fille de Mme Prévot (non crédité)
- Bernard Charlan
- Robert Delarue
- Jean-Pierre Elga
- Jacques Giraud
- Daniel Langlet
- Alain Ricar
- Paul Roby
- Sylvain Salnave

## Tournage
Le film a été tourné à Paris :
- Paris 1er : cour de la préfecture de police, quai des Orfèvres
- Paris 2e : rue Feydeau, rue Montmartre
- Paris 9e: rue Pierre-Fontaine
- Paris 10e : hôpital Bichat, place du Docteur-Alfred-Fournier, rue Bichat
- Paris 11e: station de métro Filles-du-Calvaire, boulevard des Filles-du-Calvaire
- Paris 15e : entrée des abattoirs de Vaugirard, rue des Morillons
- Paris 18e : boulevard de la Chapelle, rue Pajol, rue Riquet